# Kwan Shan
 (mars 2017).
Si vous disposez d'ouvrages ou d'articles de référence ou si vous connaissez des sites web de qualité traitant du thème abordé ici, merci de compléter l'article en donnant les références utiles à sa vérifiabilité et en les liant à la section « Notes et références ».
Kwan Shan, né le 20 avril 1933 à Hong Kong[réf. nécessaire] et mort le 1er octobre 2012, est un acteur hongkongais.

## Biographie
Kwan Shan a remporté en 1958 le Léopard d'or du meilleur acteur au festival de Locarno pour le film La Véritable Histoire de Ah Q.
Il est le père de l'actrice Rosamund Kwan.
Après son apogée au cours des années 1960, au cours desquelles il tient les premiers rôles face aux stars Li Li-hua et Lin Dai, il est ensuite relégué à des seconds rôles comme dans Le Syndicat du crime 2.
Une plaque lui rend hommage sur l'avenue des Stars à Hong Kong.

## Filmographie
Kwan Shan a tourné dans 95 films, dont :
- 1958 : La Véritable Histoire de Ah Q
- 1964 : Between Tears and Smiles (en)
- 1966 : The Blue and the Black
- 1967 : Susanna
- 1975 : Kissed by the Wolves (en)
- 1977 : Broken Oath (en)
- 1986 : Dream Lovers (en)
- 1986 : Millionaire Express
- 1987 : Le Syndicat du crime 2
- 1988 : Police Story 2
- 1993 : Executioners

Il a aussi produit et réalisé The Brutal Boxer (en).